# Gia Coppola
Giancarla Coppola (ur. 1 stycznia 1987 w Los Angeles) – amerykańska reżyserka, scenarzystka, aktorka, a także fotografka i projektantka mody. Córka Gian-Carlo Coppoli, wnuczka Francisa Forda oraz Eleanor Coppoli, prawnuczka Carmine oraz bratanica Sofii i Romana.
Urodziła się w Los Angeles. Jej ojciec Gian-Carlo Coppola zginął w Annapolis w wypadku łodzi na siedem miesięcy przed jej narodzinami. Uczęszczała do Archer School for Girls w Los Angeles, którą ukończyła w 2003 roku. Jako dziecko zagrała kilka epizodycznych ról w filmach swojego dziadka, Francisa Forda (m.in. Ojciec chrzestny III czy Nowojorskie opowieści). W 2010 roku wyreżyserowała film krótkometrażowy projektanta Zaca Posena, w celu wypromowania jego kolekcji ubrań Target. W tym filmie wystąpiły członkinie zespołu The Like. W 2013 roku wyreżyserowała film pt. "Palo Alto".

## Wybrana filmografia
Reżyser
- 2024: The Last Showgirl
- 2020: Król Internetu

- 2013: Palo Alto

Scenarzysta
- 2013: Palo Alto

Aktorka
- 2012: All in for the 99% (The Godfather) – chłopiec na pogrzebie
- 1991: Serca ciemności (Hearts of Darkness: A Filmmaker's Apocalypse) – ona sama
- 1990: Ojciec chrzestny III (The Godfather: Part III) – wnuczka Connie
- 1989: Nowojorskie opowieści (New York Stories) – Zoe jako dziecko